# جانيس لوب
جانيس لوب (بالإنجليزية: Janice Loeb)‏ هي منتجة أفلام ومصورة سينمائية وكاتبة سيناريو ومخرجة أمريكية، ولدت في 6 ديسمبر 1902 في الولايات المتحدة، وتوفيت في 18 فبراير 1996 في نيو أورلينز في الولايات المتحدة.

## وصلات خارجية
- جانيس لوب على موقع IMDb (الإنجليزية)
- جانيس لوب على موقع ألو سيني (الفرنسية)
- جانيس لوب على موقع أول موفي (الإنجليزية)
- جانيس لوب على موقع قاعدة بيانات الأفلام السويدية (السويدية)
- جانيس لوب على موقع قاعدة بيانات الفيلم (الإنجليزية)
- جانيس لوب على موقع كينوبويسك (الروسية)